# Автошлях E604
Європейський шлях Е 604 — європейська дорога класу B у Франції, що з'єднує міста Тур і В'єрзон.

## Маршрут
- Франція
  - E05, E60, E502 Тур
  - E11 В'єрзон